# Afrykańscy arcymistrzowie szachowi
Lista szachistów państw afrykańskich, posiadających tytuły arcymistrzów (GM) i arcymistrzyń (WGM), zarówno w grze klasycznej, korespondencyjnej, kompozycji szachowej, jak i w rozwiązywaniu zadań szachowych oraz tytuły arcymistrzów honorowych (HGM), przyznawanych za osiągnięcia w przeszłości. Obejmuje także zawodników, którzy barwy państw tego kontynentu reprezentowali tylko w pewnym okresie swojego życia.
Według stanu na 11 maja 2009 r. członkami Międzynarodowej Federacji Szachowej było 31 afrykańskich państw.

## Szachy klasyczne

### arcymistrzowie
| Zawodnicy         | Państwo  | Rok urodzenia | Rok śmierci | Rok nadania | Uwagi             |
| ----------------- | -------- | ------------- | ----------- | ----------- | ----------------- |
| Mohamed Haddouche | Algieria | 1984          |             | 2014        |                   |
| Aimen Rizouk      | Algieria | 1979          |             | 2007        |                   |
| Ahmed Adly        | Egipt    | 1987          |             | 2005        |                   |
| Bassem Amin       | Egipt    | 1988          |             | 2006        |                   |
| Essam El Gindy    | Egipt    | 1966          |             | 2008        |                   |
| Samy Shoker       | Egipt    | 1987          |             | 2014        |                   |
| Hicham Hamdouchi  | Maroko   | 1972          |             | 1994        | wcześniej Francja |
| Slim Belkhodja    | Tunezja  | 1962          |             | 2002        | wcześniej Francja |
| Slim Bouaziz      | Tunezja  | 1950          |             | 1993        |                   |
| Amon Simutowe     | Zambia   | 1982          |             | 2009        |                   |

### arcymistrzynie
| Zawodniczki     | Państwo  | Rok urodzenia | Rok śmierci | Rok nadania | Uwagi |
| --------------- | -------- | ------------- | ----------- | ----------- | ----- |
| Tuduetso Sabure | Botswana | 1982          |             | 2005        |       |
| Muna Chalid     | Egipt    | 1994          |             | 2007        |       |
| Shrook Wafa     | Egipt    | 1991          |             | 2013        |       |
| Melissa Greeff  | RPA      | 1994          |             | 2009        |       |